# ماهیگیری با حشره مصنوعی

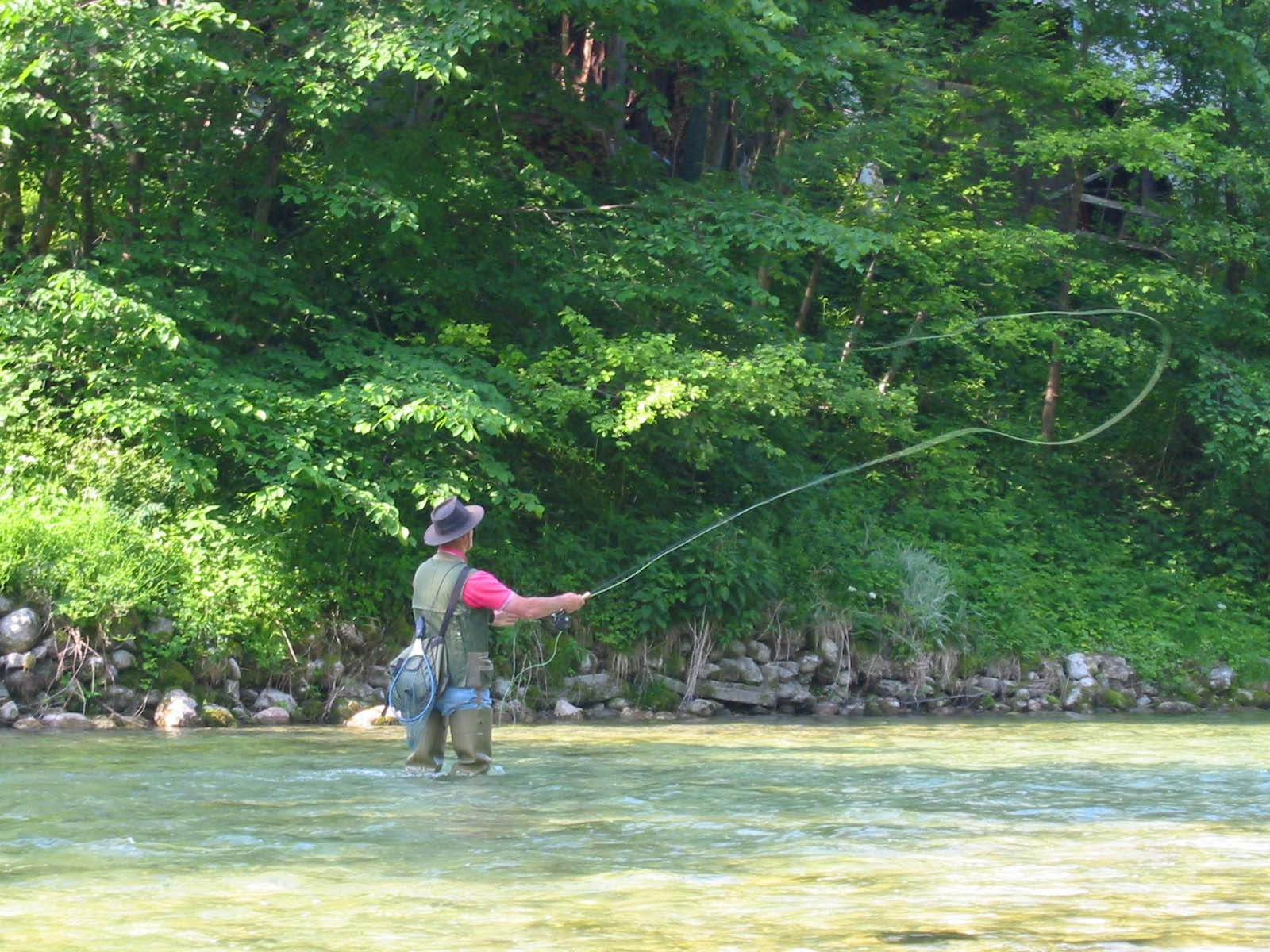
ماهی‌گیری در رودخانه

ماهیگیری با حشره مصنوعی یا ماهیگیری با مگس مصنوعی یک روش ماهی‌گیری با قلاب است که در آن از یک طعمه سبک - که حشره مصنوعی نامیده می‌شود- برای صید ماهی استفاده می‌گردد. طعمه با استفاده از چوب ماهی‌گیری مخصوص، قرقره و نخ سنگین مخصوص پرتاب می‌شود. وزن سبک طعمه موجب تفاوت زیادی بین روش پرتاب طعمه در ماهی‌گیری با حشره مصنوعی و دیگر شیوه‌های ماهی‌گیری می‌شود. طعمه‌های شبه حشره در این روش ممکن است شبیه جانوران بی مهره، ماهی‌های کوچک یا سایر موجوداتی باشند که ماهی‌ها از آن‌ها تغذیه می‌کنند. ماهیگیری با حشره مصنوعی را می‌توان در آب شیرین یا آب شور انجام داد. تکنیک‌های ماهیگیری با حشره مصنوعی با توجه به زیستگاه ماهی - مثلاً دریاچه‌ها و حوضچه‌ها، نهرهای کوچک، رودخانه‌های بزرگ، خلیج‌ها و پای‌رودها، و اقیانوس- متفاوت می‌شود.
در ماهی‌گیری با حشره مصنوعی، ماهی‌ها با استفاده از حشره مصنوعی به کمک چوب ماهی‌گیری و نخ مخصوصِ این روش، صید می‌شوند. نخ مخصوص ماهی‌گیری با حشره مصنوعی - که تقریباً همیشه پوششی از جنس پلاستیک دارد - به اندازه ای سنگین است که می‌تواند حشره مصنوعی را به سمت هدف پرتاب کند. تفاوت اصلی بین ماهی‌گیری با حشره مصنوعی و دیگر روش‌های متداول ماهی‌گیری در این است که در ماهی‌گیری با حشره مصنوعی، وزن نخ به قلابِ سبک‌وزن اینرسی لازم را داده و آن را در هوا پرتاب می‌کند، در حالی که در اکثر روش‌های معمول ماهی‌گیری، پرتاب به فاصله مورد نظر با استفاده از وزن خود طعمه یا وزنه موجود در انتهای نخ ماهی‌گیری انجام می‌شود. حشره‌های مصنوعی انواع مختلفی دارند. برخی از آن‌ها حشرات (پرواز کننده یا شنا کننده) را شبیه‌سازی می‌کنند؛ برخی دیگر به شکل ماهی‌های کوچک‌تر یا سخت پوستان ساخته می‌شوند؛ برخی دیگر با شکل خاصی که دارند، ماهی‌ها را به خود جذب می‌کنند، هرچند که شبیه هیچ موجود زنده‌ای نیستند. حشره‌های مصنوعی می‌توانند روی آب شناور بمانند یا در آب فروروند، و طولشان از چند میلی‌متر تا ۳۰ سانتی‌متر متغیر است. بیشتر آن‌ها بین ۱ تا ۵ سانتی‌متر هستند.
حشره‌های مصنوعی با بستن مو، خز، پر یا سایر مواد طبیعی و مصنوعی روی یک قلاب ساخته می‌شوند. اولین نمونه‌های حشره مصنوعی با مواد طبیعی ساخته شده بودند، اما در حال حاضر بیشتر از مواد مصنوعی استفاده می‌شود. حشره‌ها در اندازه‌ها، رنگ‌ها و اشکال مختلف - متناسب با نوع حشرات زمینی و آبزی، ماهی‌ها یا سایر طعمه‌های جذاب برای گونه‌های ماهی مورد نظر - ساخته می‌شوند.